# 45 î.Hr.
Anul 45 î.Hr. (XLV î.Hr.) a fost primul an al calendarului iulian care a început într-o zi de vineri și a fost un an bisect.

## Evenimente
- Calendarul iulian a fost introdus de Iulius Cezar în 46 î.Hr., în anul 45 î.Hr. (sau 709 ab urbe condita).